# 高簡 (崇禎進士)
高簡（1621年—1647年），字子靜，山東萊州府膠州人，清初政治人物。

## 生平
崇禎十五年（1642年）壬午科山東鄉試舉人，崇禎十六年（1643年）聯捷癸未科進士。明亡仕清。順治初，授建寧府推官，遷福建建寧府知府。值王祁等人起兵反清，駡賊不屈，赴火死。